# La Chasse au croco du Nil
La Chasse au croco du Nil (ou Donald et la Chasse aux crocos du Nil, ou encore The Crocodile Collector en version originale) est une histoire en bande dessinée de Keno Don Rosa, publiée en 1988. Comme dans ses premières œuvres mettant en vedette Donald et Picsou, Rosa s’appuie sur une histoire classique de Carl Barks comme point de départ de son histoire - en l’occurrence, Sur les traces de la licorne, publiée à l’origine en 1950.

## Résumé
Après avoir passé une matinée dans un marché aux puces, Donald, Daisy et ses neveux sont invités par l'oncle Picsou à visiter son zoo. Sa pièce maîtresse est sa licorne, la seule connue, que Donald et les neveux ont recherchée pour lui dans l'Himalaya au cours d'une précédente aventure. Donald présume que la licorne est l’animal le plus rare au monde, mais Picsou rectifie : il en existe un autre, une race spéciale de crocodiles du Nil. Selon Pline l'Ancien, Néron avait fait remplir d'eau le cirque Flaminius de Rome, afin d'y organiser des combats entre les Tentyrites (originaires de Tentyra) et cet animal. Celui-ci a la particularité de porter une tache de naissance sur le dos, permettant de le qualifier de "Dieu vivant". Regardant le sac à main en peau de crocodile que Daisy acheté au marché aux puces, Picsou hurle de surprise en voyant la même tache de naissance. Celle-ci représente le nom en hiéroglyphes de Sobek, dieu égyptien de l’eau et de la fertilité, associé au crocodile, animal sacré dans l'Égypte antique.
Picsou offre 10 000 $ à Donald et aux neveux pour retrouver l’origine du sac et capturer un crocodile vivant pour son zoo. Leur voyage les emmène d’abord au Caire (Égypte), où ils apprennent que la peau ayant servi à le fabriquer provient d'un marchand de l'oasis du Fayoum. C'est là où se tenait jadis la ville antique de Chédyt, connue notamment pour ses temples consacrés à cette divinité. Sur place, le marchand leur indique l'avoir acheté à un voyageur tenant un magasin à Khartoum (ville du Soudan, au confluent du Nil Blanc et du Nil Bleu), où les héros se rendent en remontant le Nil en felouque. Là-bas, ils découvrent qu'ils devront encore remonter le Nil afin de retrouver la trace des fournisseurs du magasin, des chasseurs de crocodiles de Katera, en Ouganda, sur les rives du lac Victoria. Sur place, un chasseur leur révèle avoir découvert la dépouille du crocodile ayant servi à fabriquer le sac, flottant dur la rivière Kagera, une des sources du Nil. Ils remontent donc le cours d'eau avec un bateau à vapeur, naviguant difficilement à travers les marécages couverts de papyrus, aboutissant quelque part au Rwanda.
Par hasard, ils arrivent à un lagon, qui pourrait être considéré comme la vraie source du Nil. Suivant sous l'eau un crocodile marqué de la tâche, ils découvrent un temple souterrain consacré à Sobek, le temple perdu de Sobekhotep, aménagé par Amenemhat III. Le lieu abrite un nid où vivent des crocodiles marqués. Pour ne pas être dévorés, Donald et les neveux se faufilent dans une alcôve sous l'autel du temple et trouvent des catacombes remplies de crocodiles momifiés et, heureusement, un passage vers la surface.
De retour à Donaldville, Donald présente à Picsou un œuf qui donne naissance à un bébé crocodile marqué de la tâche. Picsou est ravi, mais dit que puisqu'il offrait une récompense pour un spécimen adulte, Donald n'a droit qu'à 10 $. Donald accepte gaiement et Picsou se moque de lui. Puis Donald fait signe à Picsou de regarder par la fenêtre. Ce dernier découvre, effaré, Daisy et les neveux dans la voiture de Donald, remplie à ras bord de bijoux en or provenant des momies.

## Analyse
Don Rosa, dans ses Vues d'auteur, accompagnant l'histoire dans l'album dans laquelle elle est publiée, évoque la création de cette histoire. Lors de ses recherches sur les crocodiles, il découvrit que ces animaux étaient considérés comme des dieux dans l'Égypte antique. Il apprit aussi l'existence du temple dont parle son histoire, dont l'emplacement n'a encore jamais été découvert. En passant une journée à la bibliothèque historique de l'Université de Louisville, il compulsa entre autres ouvrages un dictionnaire de hiéroglyphes, nécessaire notamment à la création de la Marque de Sobek, basé sur le véritable nom hiéroglyphique du dieu.
Quant au bateau à vapeur, il s'agit d'une copie de celui du film de 1951 L'Odyssée de l'African Queen, qui a transporté Katharine Hepburn et Humphrey Bogart sur ces mêmes eaux.